# World Wide Web Conference

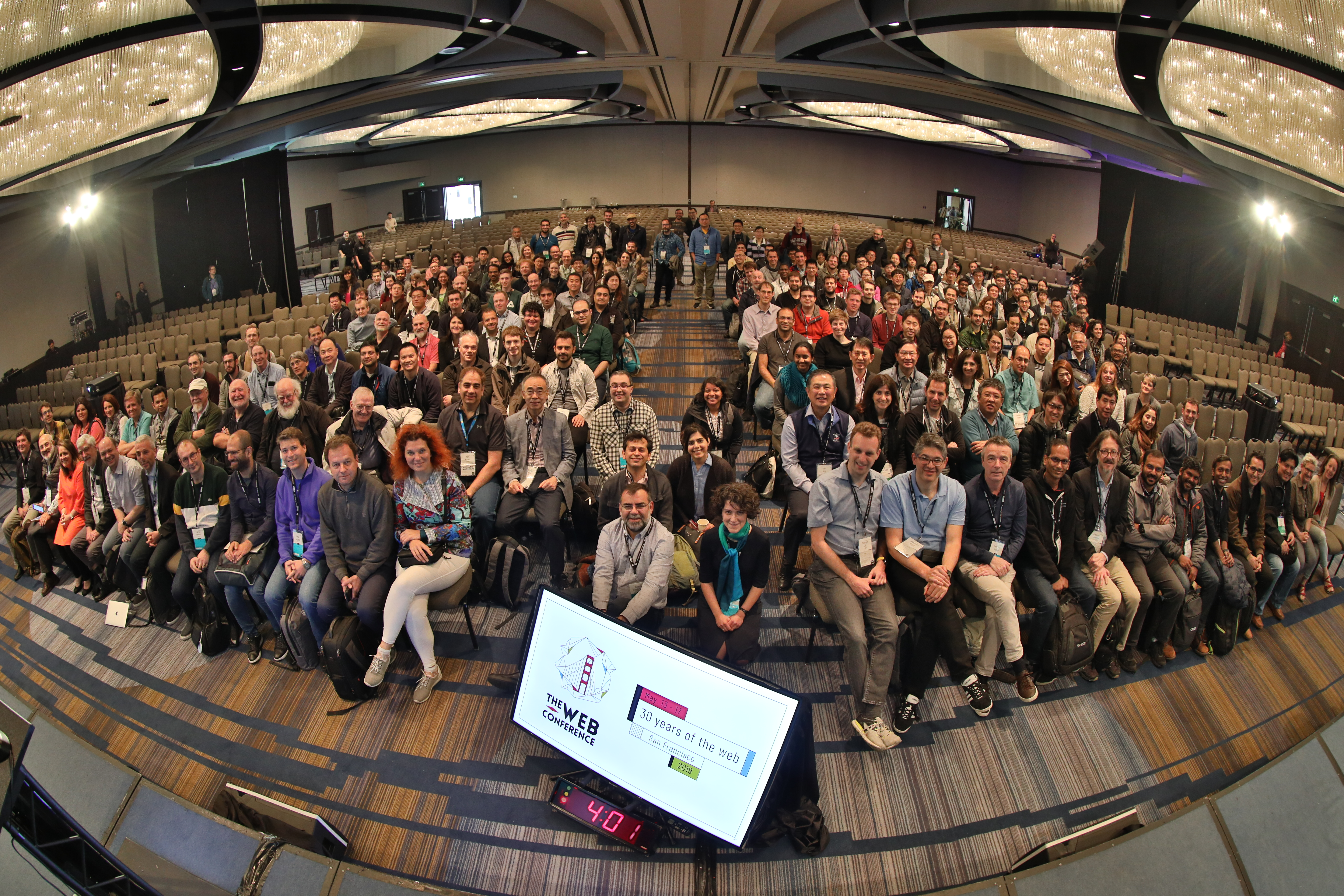
Photo de groupe de l'édition 2019

La World Wide Web Conference est une conférence annuelle internationale d'une durée de 5 jours réunissant différents acteurs du web dont la première édition a eu lieu en 1994.

## Histoire
La première édition de la conférence a eu lieu en 1994 à Genève en Suisse.